# Jess Mariano
Jess Mariano es un personaje de ficción que aparece en la serie Gilmore Girls, interpretado por el actor estadounidense Milo Ventimiglia. Este personaje está basado en Holden Caulfield, protagonista de El guardián entre el centeno de J.D. Salinger.

## Biografía
Aunque incomprendido siempre se ve atraído por una buena lectura. Está resentido porque lo han enviado a vivir a Stars Hollow con su tío Luke Danes. Al principio es conocido en el pueblo por sus actos de vandalismo lo que hace que el pueblo no lo acoja muy bien aunque sus conocimientos de literatura y cultura pop hacen que Rory se interese por él.
Desde su llegada Jess flirtea con Rory y se hacen amigos a pesar de las objeciones de Lorelai y Dean, que temen que pueda corromperse por culpa del chico nuevo.
Jess persigue a Rory durante la segunda temporada hasta que tras un accidente de tráfico en el que el coche de Rory queda destrozado Luke lo manda de vuelta a Nueva York con su madre Liz. Después de esto Rory va a visitarlo para despedirse y Jess vuelve a Stars Hollow para la boda de Sookie, en donde Rory besa a Jess.
Al comienzo de la siguiente temporada Jess sale con Shane ya que Rory no ha roto su relación con Dean. Aun así Jess es el motivo de su ruptura y tras esta comienza la relación Jess-Rory. Esta relación se ve complicada por la falta de comunicación y el desinterés que muestra Jess por los estudios, hasta el punto de que no se llega a graduar en el instituto. En este punto Luke le dice que o repite el curso o se marcha del pueblo a lo que Jess responde mudándose a California con su padre. 
Después de esto aparece en algunos episodios de la cuarta, quinta y sexta temporada por motivos puntuales como recuperar su coche o asistir a la boda renacentista de su madre. En las apariciones de la sexta temporada se muestra a un personaje más adulto y centrado, llegando a escribir una novela corta.

### A Year in the Life
El personaje también aparece en dos episodios ("Otoño" y "Verano"), de secuela especial creada en 2016 para la plataforma Netflix: "Las 4 estaciones de las chicas Gilmore".

## Spin off
La cadena The WB tenía pensado crear un spin off con el personaje de Jess como protagonista titulado Windward Circle. El episodio 3.21 de Las Chicas Gilmore iba a servir como piloto de esta serie que pretendía centrar la trama en torno al estrafalario padre de Jess y sus amigos. La serie fue cancelada antes de emitirse debido a los altos costes de producción.
- Datos: Q2298557